# هانسكورت هوكر
هانسكورت هوكر (1 أغسطس 1894 - 10 أغسطس 1961) كان جنرالًا ألمانيًا خلال الحرب العالمية الثانية قاد عدة فرق. حصل على وسام الفارس الصليبي الحديدي لألمانيا النازية.

## الجوائز
- وسام الفارس الصليبي الحديدي في 14 أبريل 1943 كقائد عام وقائد فرقة المشاة 258 [1]

### اقتباسات
1. ↑  Fellgiebel 2000, p. 189.

### قائمة المراجع
| مناصب عسكرية    | مناصب عسكرية                | مناصب عسكرية    |
| --------------- | --------------------------- | --------------- |
| سبقه {{{سبقه}}} | {{{العنوان}}} {{{الأعوام}}} | تبعه {{{تبعه}}} |
| سبقه {{{سبقه}}} | {{{العنوان}}} {{{الأعوام}}} | تبعه {{{تبعه}}} |
| سبقه {{{سبقه}}} | {{{العنوان}}} {{{الأعوام}}} | تبعه {{{تبعه}}} |